# Weinmannia exigua
Weinmannia exigua är en tvåhjärtbladig växtart som beskrevs av Albert Charles Smith. Weinmannia exigua ingår i släktet Weinmannia och familjen Cunoniaceae. Inga underarter finns listade i Catalogue of Life.